# 青谷上寺地遺跡
座標: 北緯35度30分48.0秒 東経133度59分30.0秒 / 北緯35.513333度 東経133.991667度

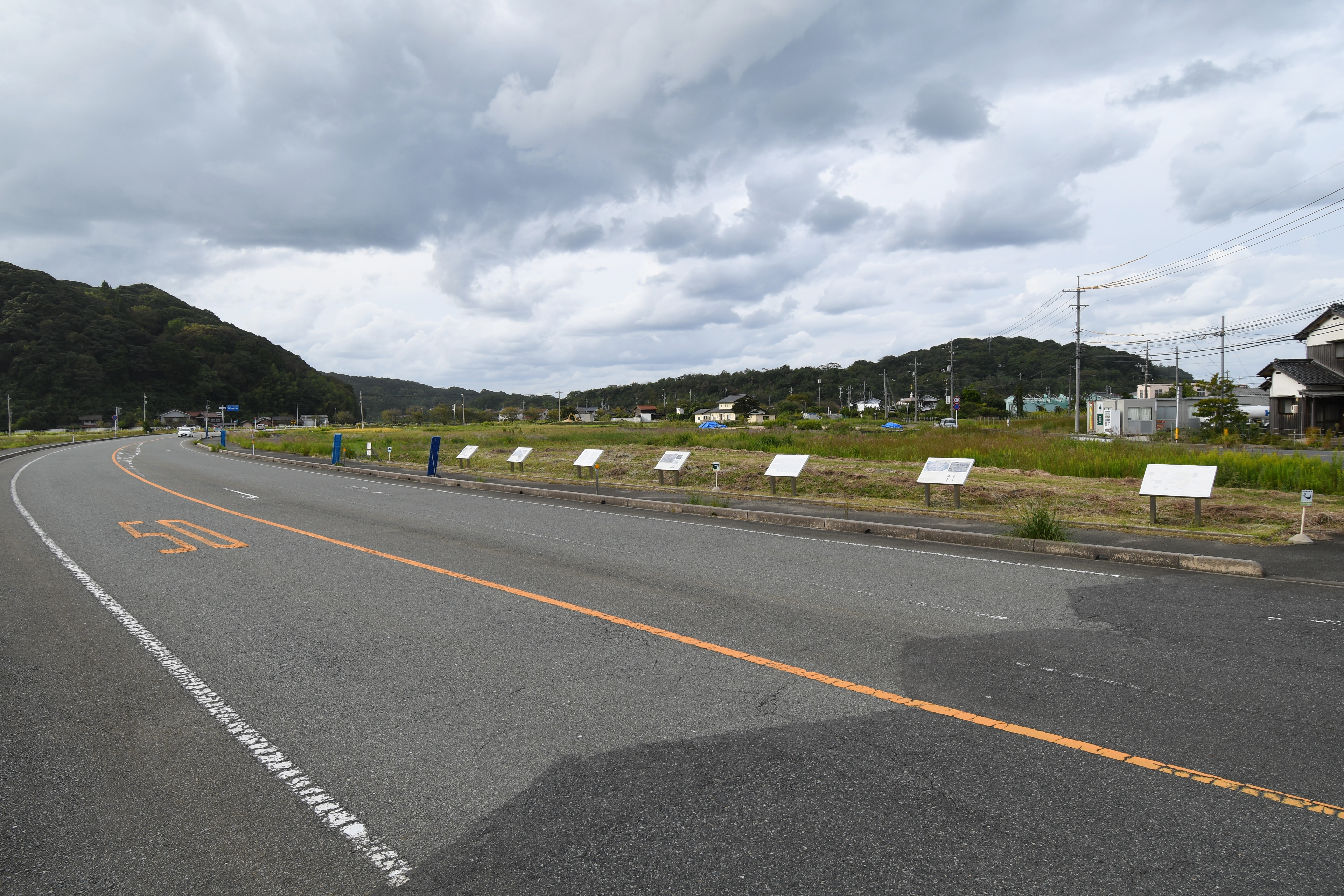
青谷上寺地遺跡 説明板付近

青谷上寺地遺跡（あおやかみじちいせき）は、鳥取県鳥取市青谷町青谷にある縄文時代末から平安時代にかけての複合遺跡。特に弥生時代の集落遺跡として知られる。国道青谷羽合道路及び鳥取県道274号青谷停車場井手線の建設にともない、1998年（平成10年）度から3年3か月の期間をかけて、遺構面の面積で延べ約5万5000平方メートルが発掘調査された。典型的な低湿地遺跡で、弥生人の脳をはじめとする多彩な遺物が出土したことから「弥生の地下博物館」とも呼ばれている。2008年（平成20年）に国の史跡に指定された。

## 概要
およそ1.5キロメートル四方の青谷平野の中央部に位置し、当時の地形の高低を利用した遺構が残されている。地形の高かったところでは無数の土坑群やピット群が検出されているが、周辺の低湿地部では水田域を確認している。いずれにおいても厚い遺物包含層が形成されており、複数の遺構面が介在する。
遺跡は弥生時代前期後半に集落としての姿を現し、中期後半に著しい拡大を遂げ後期に続くが、古墳時代前期初頭に突如として姿を消す。
遺構で目を引くのは、杉の板材を用いた護岸施設である。遺跡の南東部で検出された弥生時代中期後半の護岸施設には長さ260センチメートル・幅70センチメートルの巨大な板を数枚立て並べたうえ杭で固定していた。後期になると地形の高い範囲を取り囲むように溝がめぐらされているが、ここには矢板列を幾重にも打ち込んでいた。こうした護岸施設の中には建築部材を転用したものが含まれている。
遺物は膨大な数の土器以外に、鉄器・青銅器・木器・石器・骨角器など多彩で、後述の遺物も合わせ弥生時代の情報量の多さは特筆される。

## 特筆すべき遺物

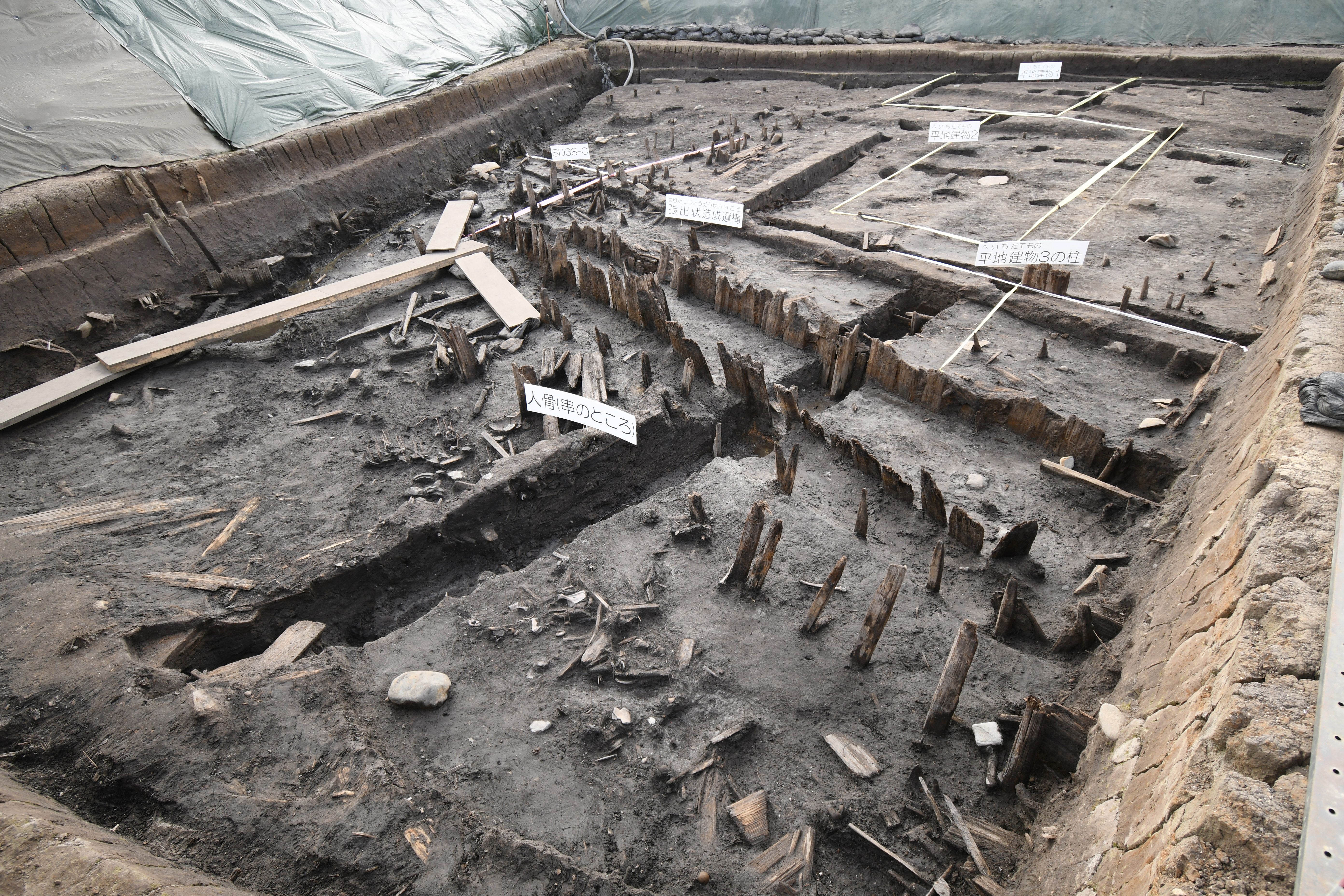
第20次調査区の人骨出土地点

- 遺跡の東側の溝では弥生時代後期の100人分を超える約5300点の人骨が見つかったが、うち110点に殺傷痕が見られた[4]。また2点に脊椎カリエスによる病変が確認された。これは日本における最古の結核症例である[5]。
- 日本で初めて弥生人の脳が3人分発見された[6][4]。この脳から採取したDNAを元に顔が復元された[7]。
- 発掘された弥生時代後期とみられる男性人骨について、国立科学博物館や国立歴史民俗博物館が父系のY染色体を分析し2020年の研究報告で発表した結果、5点のうち2点はY染色体ハプログループC1a1、1点はハプログループD、1点はハプログループO、残る1点については「不明」（Y染色体ハプログループが特定できなかった）であった[8]。
- 母系のミトコンドリアDNA分析の結果、青谷上寺地遺跡出土の弥生時代の古人骨は現代日本人でも最も多く見られるハプログループであるハプログループD4が多く検出された。[9][10] 特にハプログループD4b2b1及びD4b2a2が多く検出されたが、D4g1a、D4g1c、D4a1a1、D4a2a、D4c1b1、D4c1b2、D4c2等、同様に現代日本人でも見られる他の下位系統の例も見つかっている。ハプログループD4以外では、ハプログループM7b1a（特に下位系統のM7b1a1a1）及びハプログループN9a2（特に下位系統のN9a2aだが、N9a2dも一例有り）が多く検出された。そのほかにはハプログループBが四例（B4b1a1b、B4c1a1a1a、B4f、B5b1a2がそれぞれ一例ずつ）、ハプログループC1aが一例、ハプログループD5a1a1が一例、ハプログループG1a1a2が一例、ハプログループM9a1a1が一例、そして以前から縄文人由来と推定されているハプログループN9bが二例、ハプログループM7a1a1aが一例、H2a2aが一例発表されている。
- 更に、2021年の研究報告で同じく青谷上寺地遺跡出土の別の五人分の男性人骨をもって遺伝子検査を行った結果、二点がY染色体ハプログループD（そのうち一点はD1bまで特定）、二点がハプログループO1b2（そのうち一点がO1b2a1まで、もう一点がO1b2a1a1まで特定）、そして一点がどのハプログループに属すか不明（特定できなかった）と発表されている。[10]
- 120センチメートルほどのモミ製の盾から緑色顔料（緑土）が確認された。これは東アジア最古の緑土の使用例である[11]
- 35点もの糞石が出土した。これは弥生時代の糞石としては最も多い[12]。ちなみに同じ低湿地遺跡である唐古・鍵遺跡では1点のみの出土にとどまる。